# استان خملنیتسکی
استان خملنیتسکی (به اوکراینی: Хмельни́цька о́бласть) استانی در غرب اوکراین است. مرکز اداری این استان، شهر خملنیتسکی است. جمعیت کنونی این استان در سال ۲۰۲۱، حدود ۱٬۲۴۳٬۷۸۷ نفر برآورد شده‌است.

این استان، تا ۴ فوریهٔ ۱۹۵۴، منطقهٔ کامیانتس-پودیلسکی نام داشت.

## جغرافیا
منطقهٔ خملنیتسکی دارای مساحت کل ۲۰٬۶۰۰ کیلومتر مربع (۳٫۴ درصد از کل مساحت اوکراین) است. طول آن از شمال به جنوب، ۲۲۰ کیلومتر (۱۳۶٫۷۰ مایل) و از شرق به غرب ۱۲۰ کیلومتر (۷۴٫۵۶ مایل) است. این منطقه با منطقهٔ تاریخی پودولیا مرتبط است. شهرهای توسعه‌یافتهٔ این استان، خملنیتسکی و کامیانتس-پودیلسکی است. این استان از شمال غربی با استان ریونه، از شمال شرقی با استان ژیتومیر، از شرق با استان وینیتسیا، از جنوب با استان چرنیوتسی و از غرب با استان ترنوپیل همسایه است.

#### ارتفاعات
نواحی شمال غربی این استان، بخشی از ارتفاعات ولین (بلندترین نقطه - ۳۲۹ متر بالاتر از سطح دریا) است، در حالی‌که در شمال، این استان بخشی از منطقه تاریخی پولیسیا (بلندترین نقطه - ۲۰۰ تا ۲۵۰ متر بالاتر از دریا) است. کوه ولیکا بوهایخا (به اوکراینی: Велика Бугаїха)، مرتفع‌ترین نقطهٔ استان در ارتفاع ۴۰۹ متری از سطح دریا است. منتهی الیه جنوب استان دارای سطحی با دره‌های رودخانه‌ای است. دنیستر در پایین‌ترین ارتفاع این استان (۱۲۱ متر بالاتر از سطح دریا) واقع شده‌است.

#### رودها و دریاچه‌ها
۱۲۰ رودخانه با طول ۱۰ کیلومتر (۶٫۲۱ مایل) یا بیشتر در استان خملنیتسکا وجود دارد. طولانی‌ترین آن‌ها رودخانهٔ دنیستر است که به‌طول ۱۶۰ کیلومتر در داخل این استان جریان دارد. و همچنین شاخه‌های آن: اسموتریچ، اوشیتسیا، و زبروخ - و رودخانه بوه جنوبی (که به مدت ۱۲۰ کیلومتر (۵۶/۷۴ کیلومتر) جریان دارد. دریاچه‌های این استان بیشتر در حوضهٔ رودخانهٔ هورین قرار دارند.
۱۸۵۸ دریاچه و آبگیر در این استان وجود دارد. بزرگ‌ترین آن‌ها عبارتند از: شچدریوسک با مساحت ۱۲٫۵۸ کیلومتر مربع، نووستاوسک با مساحت ۱۱٫۶۸ کیلومتر مربع و کوزمینسکه با مساحت ۷٫۶۵ کیلومتر مربع.